# Soyuz

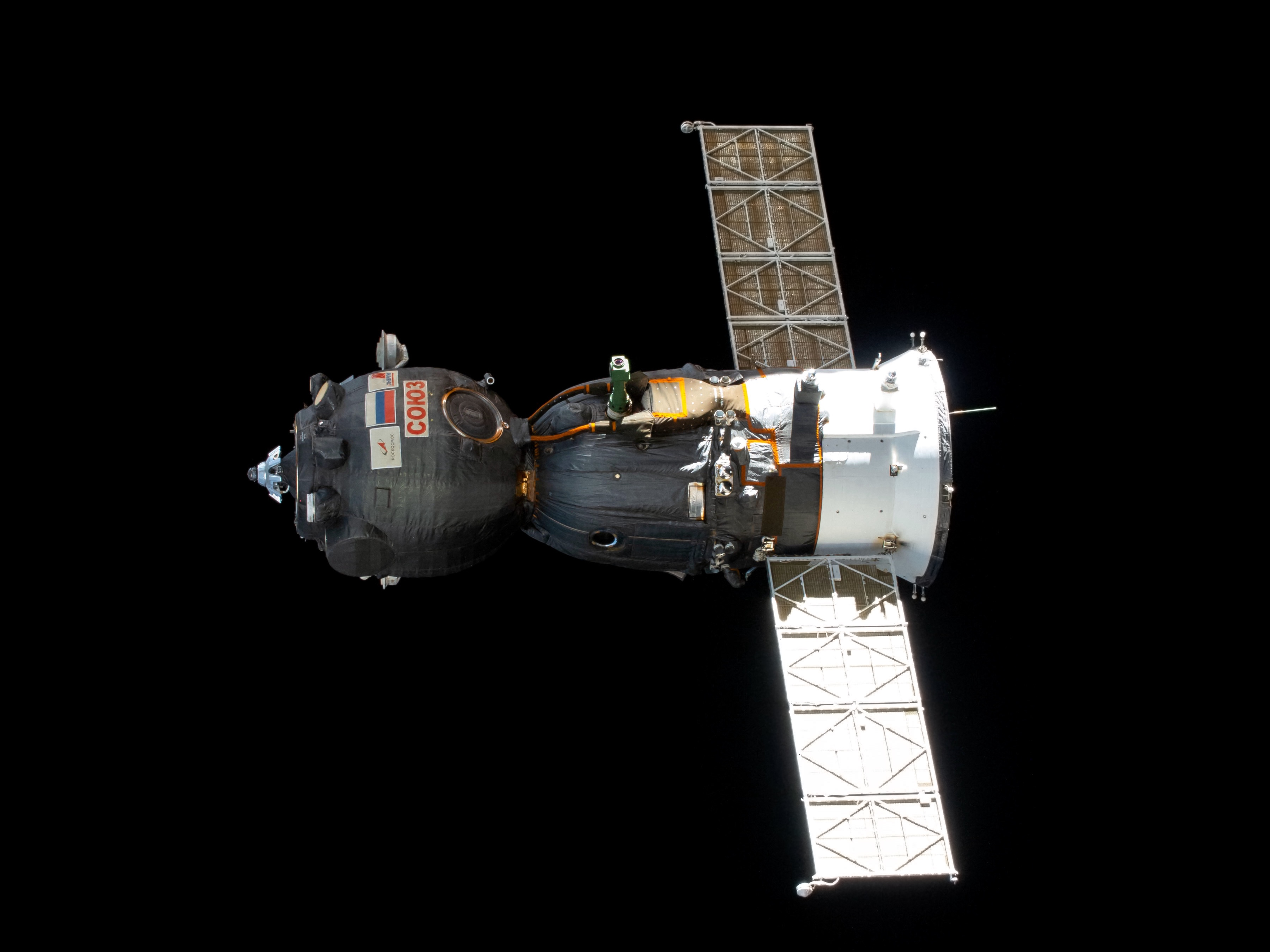
A última versão da Soyuz, de 2022.

Soyuz, Soyouz ou Souyoz (em russo Союз, "união") é a designação de uma nave espacial soviética com capacidade para três cosmonautas, usada no programa espacial de mesmo nome e em outros programas, e que é usada até hoje pela Rússia.
A expressão também pode designar o programa e a família de foguetes Soyuz da União Soviética atualmente Rússia.
A Soyuz é a nave espacial com maior período de uso na história da exploração espacial e considerada muito eficiente e segura, não ocorrendo acidentes fatais desde 1971 (o primeiro voo tripulado foi em 1967).

## Origem
A nave Soyuz tem sua origem no programa com o mesmo nome, desenvolvido pela extinta União Soviética, durante a corrida espacial pela conquista da Lua. Após a Dissolução da União Soviética, a nave passou a servir o programa espacial da Rússia, e acabou sendo usada em parceria com o ex-rival, os Estados Unidos, nas operações com a Estação Espacial Internacional (ISS).
A nave Soyuz foi precedida pelas naves Vostok (com capacidade para um cosmonauta) e Voskhod (com capacidade para dois ou três).
Acredita-se que o principal objetivo do desenvolvimento da Soyuz seria levar homens para a Lua, embora a antiga União Soviética não tenha admitido a existência deste plano.
A nave Soyuz adaptada para executar circunavegação da Lua, sem no entanto pousar no solo lunar, foi chamada Zond. A sua principal caraterística, em relação às outras naves consistia na substituição do módulo de reentrada por um módulo com vários instrumentos de medição.
A URSS tentou ao final da década de 1960, sem sucesso, circum-navegar com cosmonautas a Lua antes dos Estados Unidos. Tal fato não veio a ocorrer, devido a uma série de problemas com o programa espacial soviético.
Apenas missões Zond não tripuladas, Zond 5 e Zond 6, o fizeram em setembro e novembro de 1968. Após isto, ainda houve as missões não tripuladas Zond 7 e Zond 8 que circum-navegaram a Lua em 1969 e 1970, já após os bem sucedidos voos tripulados dos Estados Unidos para a Lua.

## Versões da nave espacial

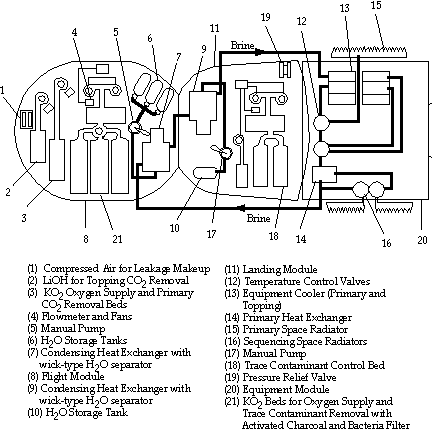
Diagrama da Soyuz

Durante o longo período de uso da Soyuz, diversas versões foram desenvolvidas para atender necessidades específicas.
As versões existentes são 5: Soyuz T, Soyuz TM, Soyuz TMA, Soyuz TMA-M e Soyuz MS. A versão Soyuz T voou pela primeira vez em 1980 e, desde 1986, foi introduzida a versão "TM". Esta versão foi especialmente desenvolvida para enviar as tripulações da estação espacial MIR. As modificações incluem uma série de melhorias no projeto da nave e a introdução de controle de voo computadorizado.
A Soyuz MS é a versão mais recente (2016), e planejada para ser a última. Houve atualizações nos computadores, painéis solares, telemetria e ajustes no sistema de acoplamento. A Soyuz é também utilizada como "bote salva-vidas" da Estação Espacial Internacional (ISS).
Existe ainda uma versão não tripulada da Soyuz, chamada Progress, que consiste numa nave para envio de suprimentos, antes usada com a estação espacial MIR, e atualmente com a ISS. A capacidade de carga da Progress é de 2 230 - 3 200 kg.
A China, recentemente, enviou seu primeiro taikonauta ao espaço, usando a nave Shenzhou, que teve como base a Soyuz.

### Variantes

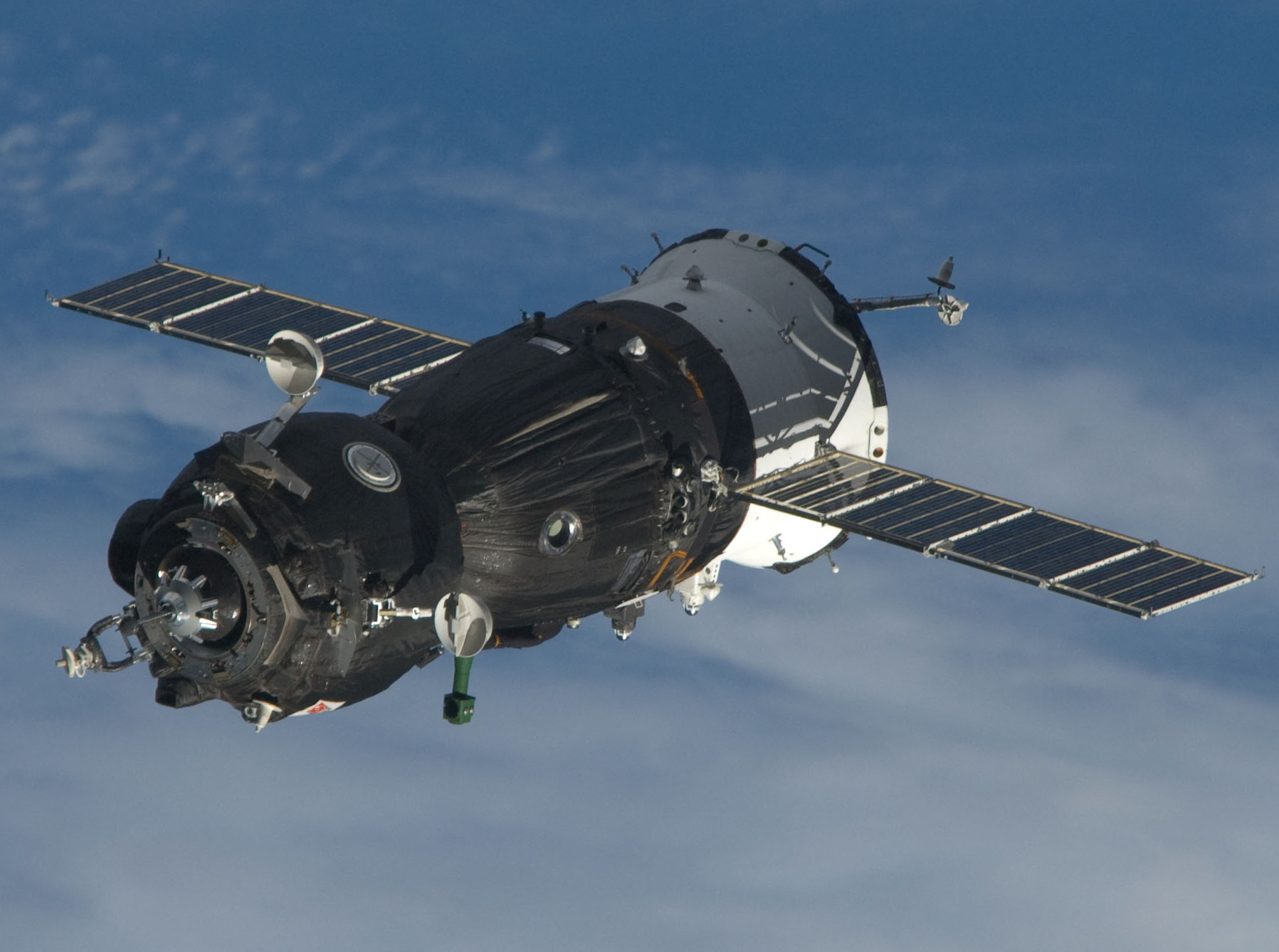
Soyuz TMA-17 antes de acoplar a ISS

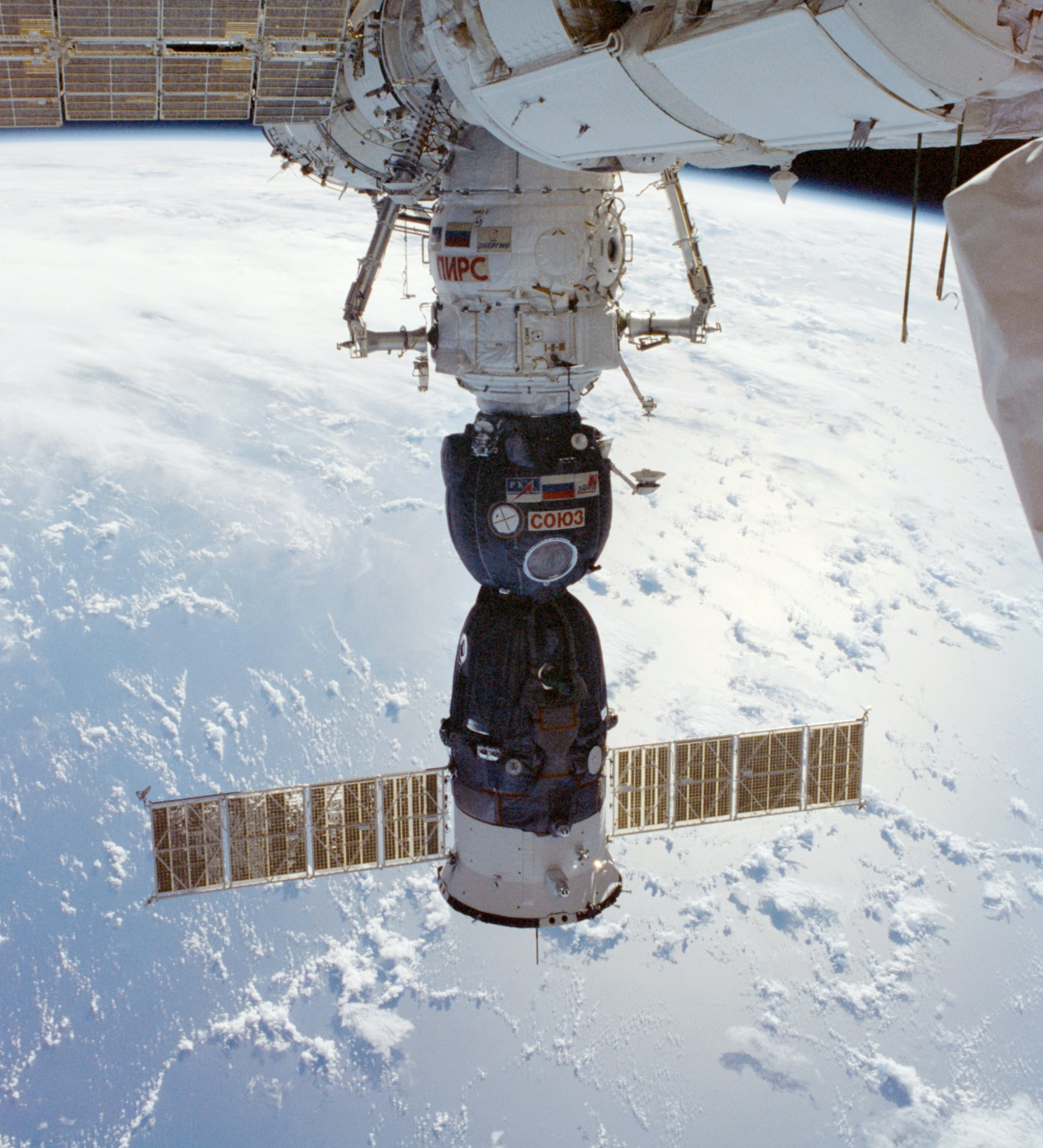
Soyuz TMA acoplado a ISS

- Complexo Lunar, proposta por Sergei Korolev (1963–1964)
  - Soyuz A
  - Soyuz B
  - Soyuz V
- Primeira geração, missões Soyuz 1 a Soyuz 11 (1967–1971)
  - Soyuz 7K-OK
  - Soyuz 7K-OKS
  - Soyuz 7K-L1
  - Soyuz 7K-L3 (LOK)
- Segunda geração, missões Soyuz 12 a Soyuz 40 (1973–1981)
  - Soyuz 7K-T
  - Soyuz 7K-TM
- Terceira geração, missões Soyuz T-1 a Soyuz T-15 (1976–1986)
  - Soyuz T
- Quarta geração
  - Soyuz TM, missões Soyuz TM-1 a Soyuz TM-34 (1986–2002)
  - Soyuz TMA, missões Soyuz TMA-1 a Soyuz TMA-22 (2003–2012)
  - Soyuz TMA-M (2010/2016)
    - Missões:
Expedição 25 (Soyuz TMA-01M)
Expedição 28 (Soyuz TMA-02M)
Expedição 31 (Soyuz TMA-03M e Soyuz TMA-04M)
.

  - Soyuz MS. Planejado para ser a última atualização. 2016 em diante
    - Missões:
Expedição 48 (Soyuz MS-01)
Expedição 53 (Soyuz MS-05 e Soyuz MS-06)
Expedição 56 (Soyuz MS-08 e Soyuz MS-09)
- Proposta
  - Soyuz K ACTS - Advanced Crew Transportation System (2012/...)

## Foguete lançador e nave espacial

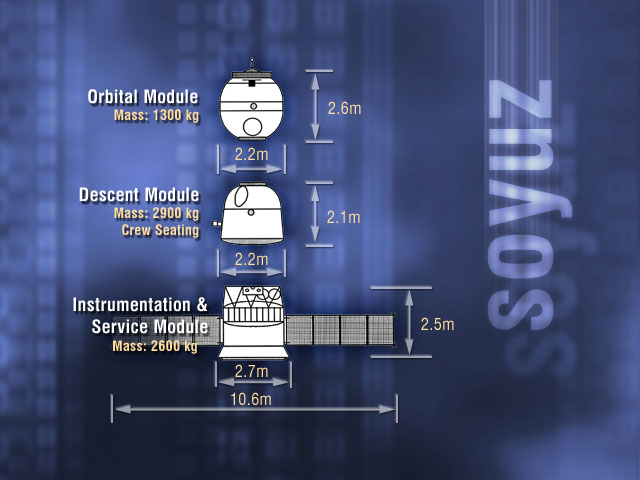
Módulos da espaçonave Soyuz

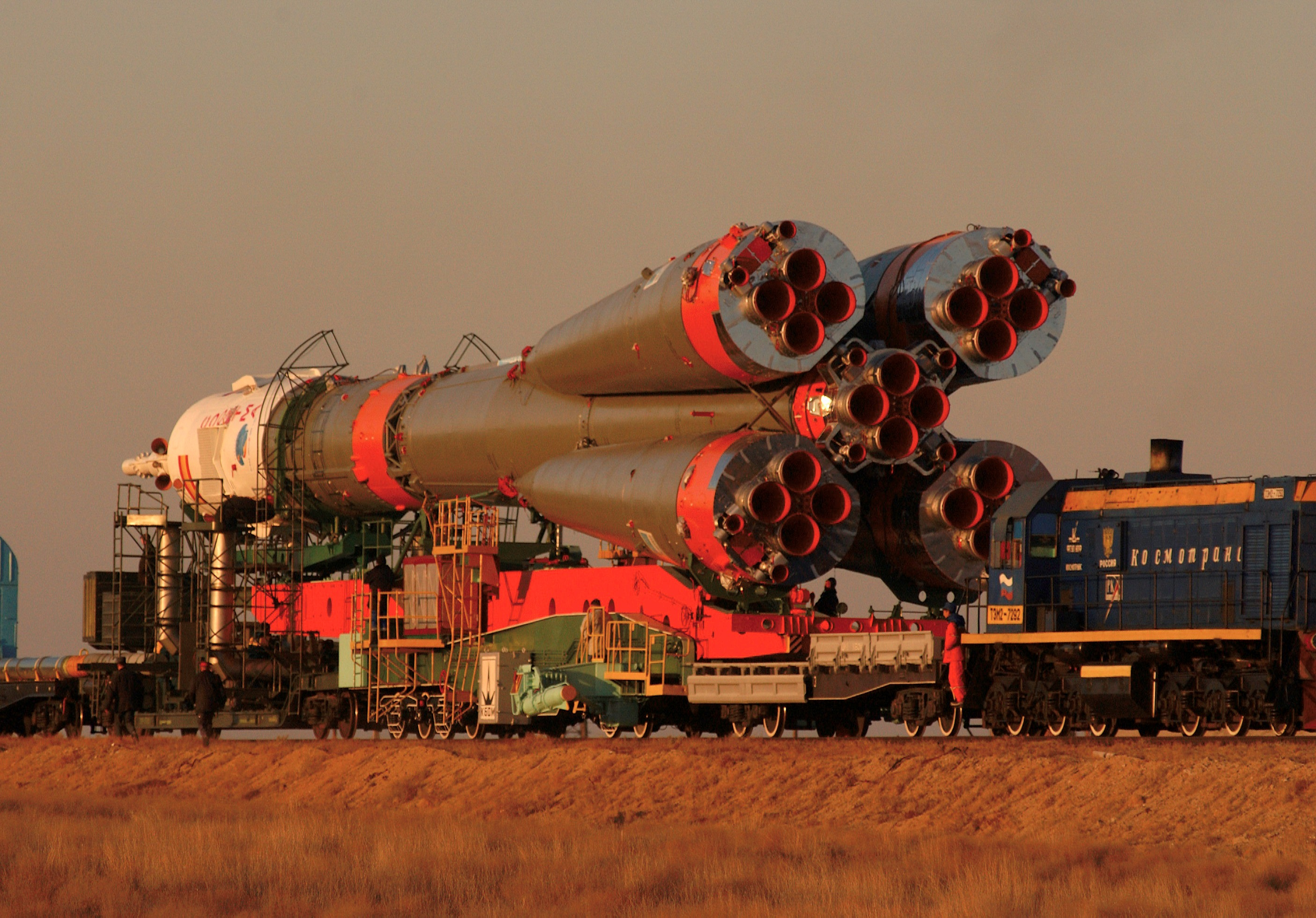
Soyuz TMA-3 e seu foguete lançador sendo transportados para a torre de lançamento

A nave espacial Soyuz é uma nave com capacidade para três cosmonautas em viagens prolongadas (pretendia-se que viajasse para a Lua) formada por três compartimentos: módulo de serviço; módulo orbital; e cápsula de reentrada (veja diagrama). No total, considerando todos os módulos, a nave mede cerca de 7,2 m de comprimento, com um diâmetro máximo de 2,7 m e 10,6 m de ponta a ponta dos painéis solares, pesando todo o conjunto, no lançamento, 7,1 ton. Suas dimensões e capacidades são similares à da nave Apollo que foi usada pelos Estados Unidos no Projeto Apollo.
Estes módulos da Soyuz podem se separar durante a missão. Este é, particularmente, o caso do módulo de reentrada, usado pelos cosmonautas, como o nome já indica, para a reentrada na atmosfera terrestre.
O módulo de reentrada da Soyuz, diferente do que aconteceu com o Projeto Apollo dos estadunidenses, não foi projetado para pousar na água, mas sim em terra firme. Sua precisão de acerto do ponto de pouso é de 30 km.
Os dispositivos de comunicação e controle, assim como os assentos dos tripulantes, ficam no módulo de reentrada. Os dispositivos de manutenção de vida ficam localizados no módulo orbital. Finalmente, no módulo de serviço localizam-se os motores para manobras, as antenas de comunicação e os painéis solares.
Na extremidade do módulo orbital, a Soyuz possui uma porta para acoplagem (usada para acoplar na MIR e na ISS, por exemplo).
A versão de carga Progress não possui esta construção modular, sendo totalmente inteiriça.
O foguete lançador da Soyuz e da Progress, chamado Soyuz, evoluiu do míssil balístico intercontinental Classe A (R.7 ou "foguete Sputnik"), originalmente desenvolvido por Sergei Korolev. Desde o início dos anos 1960 até hoje, o veículo lançador Soyuz evoluiu em sua capacidade de lançamento, tendo sido desde o início o principal veículo para trabalho com a ISS.
O lançador Soyuz possui três estágios com um comprimento que vai de 44,3 metros até 46,28 metros, dependendo da configuração usada, e 10,5 metros de diâmetro máximo. A combustão é obtida usado uma mistura de querosene e oxigênio líquido. O foguete pesa 308 toneladas quando totalmente cheio de combustível. O foguete é equipado com 6 motores com 4 câmaras de combustão cada, sendo 4 motores no primeiro estágio, 1 no segundo e mais 1 no terceiro.

## Missões da Soyuz

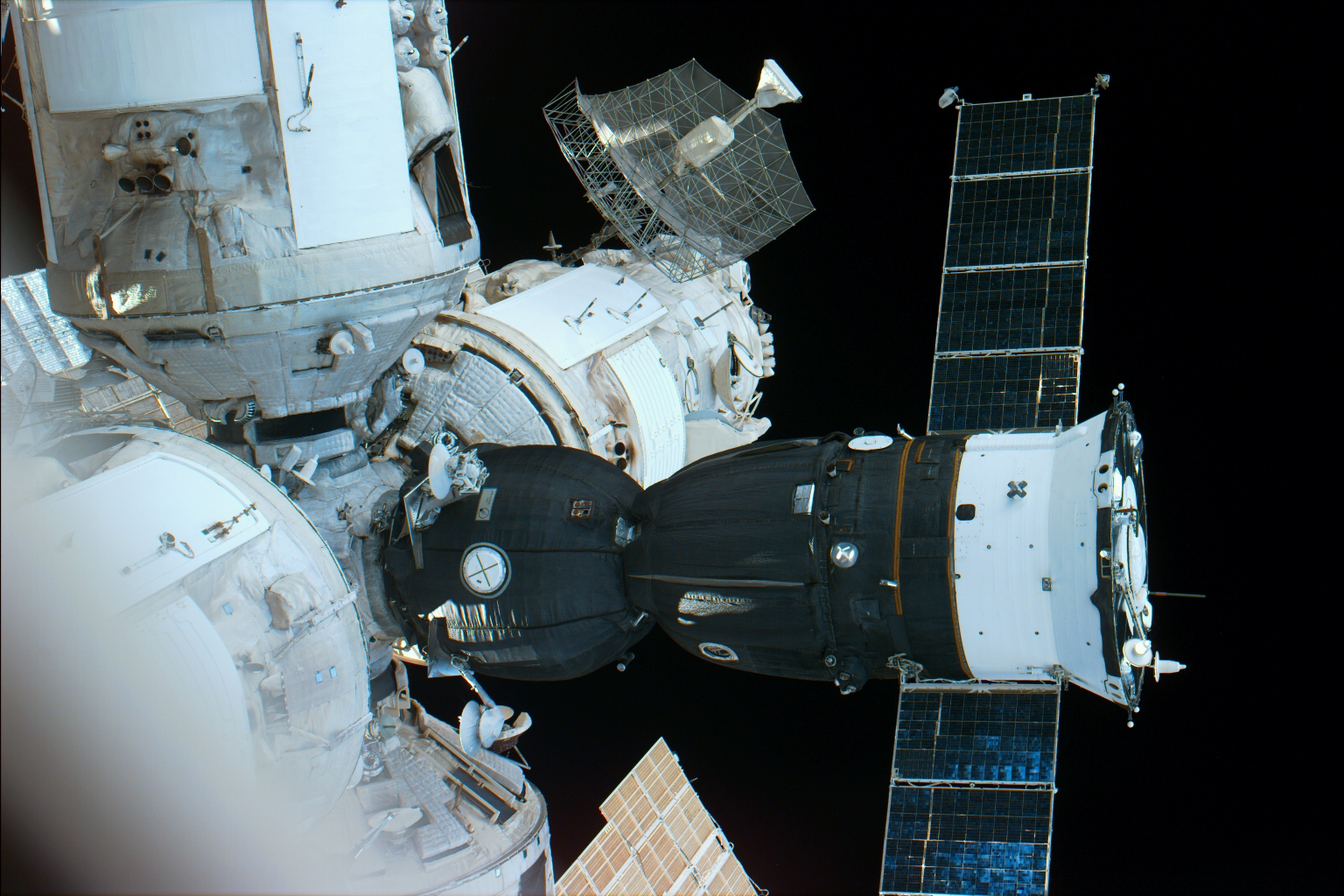
Nave Soyuz acoplada na estação espacial MIR

Para uma tão bem sucedida nave espacial, não se esperaria um início tão problemático como o da Soyuz. Sua primeira missão tripulada ocorreu em 23 de abril de 1967, tendo a bordo um único cosmonauta, Vladimir Komarov. Esta missão foi chamada Soyuz 1.
Foi planejado que a Soyuz 1 fizesse um rendez-vous (encontro em órbita) com a Soyuz 2, que seria lançada no dia seguinte, e dois cosmonautas da Soyuz 2 passassem para a Soyuz 1 após um "passeio no espaço".
Devido a uma série de problemas técnicos, nada disto se realizou, e a planejada Soyuz 2 nem descolou. No final, a missão resultou na morte de Komarov na reentrada, pois seu paraquedas não abriu e a nave se espedaçou contra o solo.
Este acidente atrasou o programa Soyuz por 18 meses. Neste período foram tentados lançamentos não tripulados para verificar a confiabilidade do equipamento.
As missões tripuladas foram retomadas em 26 de outubro de 1968, com o lançamento da Soyuz 3. No entanto, o programa espacial soviético já estava bastante atrasado, e não tinha mais condições de alcançar o programa espacial dos EUA. O cosmonauta desta missão era Georgi Beregovoi, e sua missão era acoplar com uma Soyuz não tripulada (que recebeu o nome de Soyuz 2). No entanto, por falha humana, a acoplagem não foi bem sucedida.

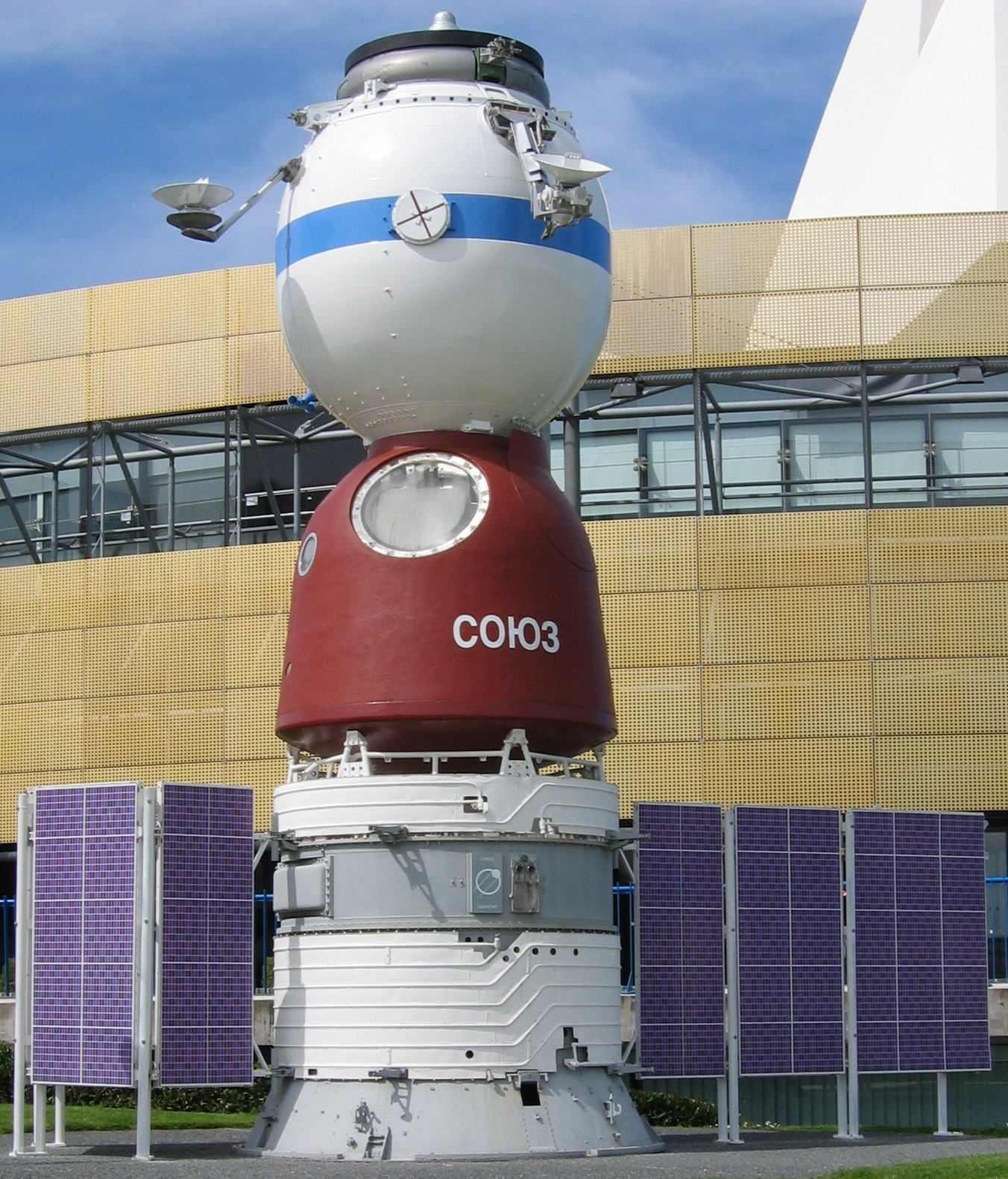
Cópia em tamanho real na Cité de l'Espace, Toulouse, França.

O primeiro acoplamento do programa espacial soviético só ocorreria com a Soyuz 4 - Soyuz 5, em janeiro de 1969. Nesta missão ocorreu a primeira transferência de tripulação da história da exploração espacial, onde dois cosmonautas da Soyuz 5, Yevgeny Khrunov e Aleksei Yeliseyev, trocaram de nave ("caminhando pelo espaço") e foram para a Soyuz 4, onde já estava o cosmonauta Vladimir Shatalov. Permaneceu na Soyuz 5 o cosmonauta Boris Volynov que acabou patrocinando a mais estranha reentrada da história espacial, pois teve problemas para desacoplar o módulo de serviço na reentrada e a nave reentrou na atmosfera em uma posição não convencional. Também devido a problemas no sistema de foguetes de pouso, a descida foi mais dura que o normal e Volynov quebrou um dente na colisão com o solo.
Na década de 1960 ainda ocorreu a missão conjunta Soyuz 6, Soyuz 7 e Soyuz 8. A Soyuz 6 tirou fotos da tentativa de acoplamento das Soyuz 7 e Soyuz 8. O acoplamento falhou devido a um problema na eletrônica de rendez-vous das três naves.
A última missão Soyuz foi a Soyuz 9 em 1970.
Em 1971, ocorreu o último acidente fatal com a Soyuz. Após uma bem-sucedida missão de acoplagem com a estação Salyut 1, os três tripulantes da Soyuz 11 morreram asfixiados, durante a reentrada na atmosfera terrestre: a cápsula se despressurizou, e os cosmonautas, até então, não faziam uso de trajes espaciais.
Apesar dessa tragédia, o uso da nave Soyuz prosseguiu durante os anos 1970 e 1980, em um consistente conjunto de missões com objetivo de testar a capacidade humana em permanecer no espaço por longos períodos (projetos Salyut e Almaz). Este projeto culminaria com as missões Soyuz relacionadas com a estação espacial MIR. A primeira delas foi a Soyuz T-15, em março de 1986.
Em 1983, outro grande susto: o foguete que levaria a Soyuz T-10-1 pegou fogo ainda no solo, mas seus tripulantes conseguiram se ejetar dois segundos antes da explosão.
Também devemos lembrar a missão Soyuz 19 que acoplou com a Apollo 18 da Nasa (agência espacial dos Estados Unidos) em 1975.
Com o encerramento em 21 de julho de 2011 do programa do Ônibus Espacial (Shuttle) pela NASA, as naves russas Soyuz passaram a ser as únicas naves espaciais que servem a Estação Espacial Internacional, tanto levando astronautas, quanto mantimentos (usando uma nave Progress).

## Ver também

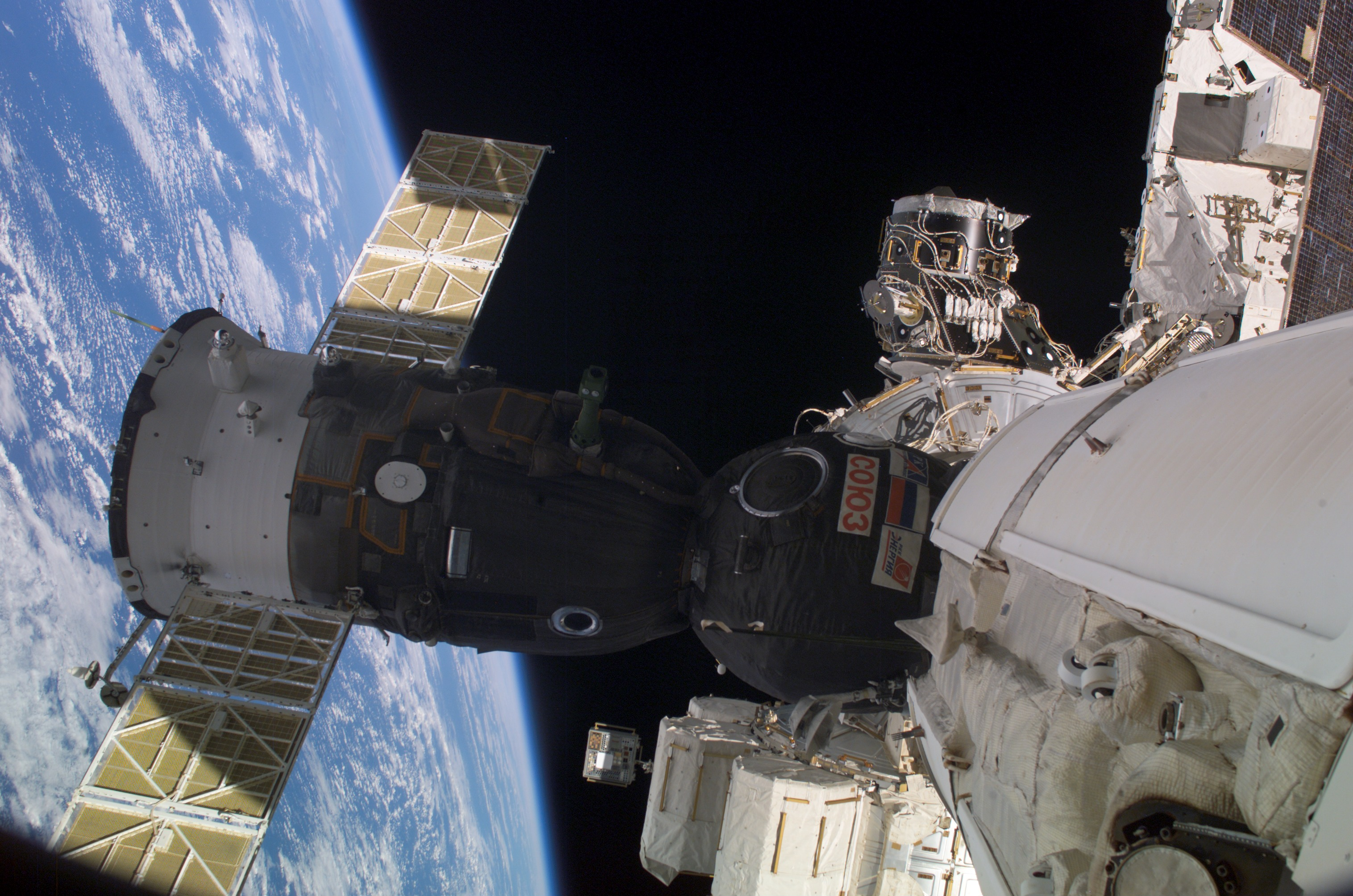
Soyuz TMA-2